# Dasol
Dasol est une municipalité de la province de Pangasinan, aux Philippines. Au recensement de 2015, elle compte une population de 29 110 habitants.